# Catagramma selima
Catagramma selima är en fjärilsart som beskrevs av Achille Guenée 1873. Catagramma selima ingår i släktet Catagramma och familjen praktfjärilar. Inga underarter finns listade i Catalogue of Life.